# Arbeitsgemeinschaft Städte mit historischen Stadtkernen des Landes Brandenburg

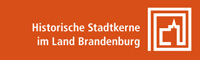
Logo der Arbeitsgemeinschaft

Die Arbeitsgemeinschaft Städte mit historischen Stadtkernen des Landes Brandenburg wurde 1992 unter der Schirmherrschaft des damaligen Ministers für Stadtentwicklung, Wohnen und Verkehr des Landes Brandenburg gegründet. Nachdem anfangs 20 Städte sich den anspruchsvollen Kriterien der Arbeitsgemeinschaft unterzogen haben, wuchs die Anzahl der Mitglieder mit der Aufnahme der Städte Doberlug-Kirchhain und Lübbenau/Spreewald am 1. Januar 2007 auf 31 Mitgliedsstädte an.
Mitglied können nur solche Städte werden, deren historischer Stadtgrundriss deutlich ablesbar ist und deren historischer Stadtkern gezielt erneuert und gestärkt wird. Die Bebauung muss überwiegend historisch sein und das Ortsbild geschlossen. In der Stadt muss zudem die Bereitschaft vorhanden sein, die Ziele der erhaltenden Stadterneuerung und des Denkmalschutzes durchzusetzen und der Innenentwicklung Priorität einzuräumen. Durch einen Selbstbindungsbeschluss haben sich die Städte dazu verpflichtet, das kulturelle Erbe durch behutsame Stadterneuerungspolitik zu erhalten. Eine Bewertungskommission mit Vertretern aus Ministerien, Landesämtern, Verbänden und den Mitgliedsstädten begleitet den Stadterneuerungsprozess in den Mitgliedsstädten.

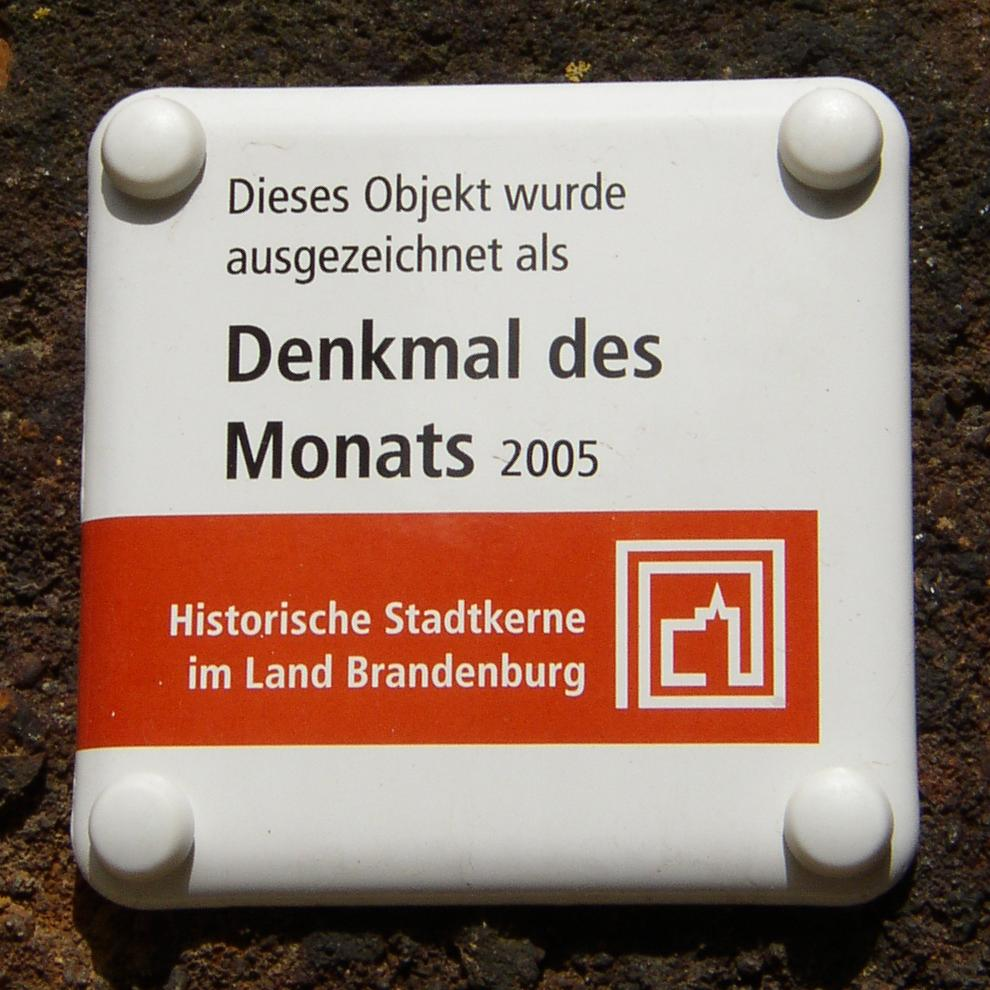
Plakette „Denkmal des Monats“ an der Nikolaikirche in Luckau

Der Erfahrungsaustausch über die Stadterneuerung und die Sanierung der Denkmalobjekte stellt die Kernaufgabe der Zusammenarbeit der Mitglieder der Arbeitsgemeinschaft dar. Unterstützt werden die Städte dabei über das Bund-Länder-Programm „Städtebaulicher Denkmalschutz“. Zweimal im Jahr tauschen sich die Mitgliedsstädte mit Vertretern, z. B. von Ministerien, Landesämtern, Sanierungsträgern, Planern und Verbänden, zu wechselnden Fachthemen aus. Darüber hinaus werden aktuelle Themen und Fragestellungen der Stadterneuerung in vier Regionalgruppen diskutiert.
Über die Fachfragen der Stadterneuerung hinaus ist ein weiterer wichtiger Bestandteil der Zusammenarbeit in der Arbeitsgemeinschaft eine gemeinsame Öffentlichkeitsarbeit sowie die Qualifizierung des touristischen Marketings in den Mitgliedsstädten. Öffentlichkeitswirksame Aktionen wie die monatliche Auszeichnung eines Denkmals, der „Historische Adventskalender“ oder die „Schaustelle Stadtkern“ machen Bürger und Gäste auf die Einzigartigkeit der historischen Stadtkerne aufmerksam. Seit dem Jahr 2004 stellt die Beteiligung der Arbeitsgemeinschaft an den Themenjahren des Kulturland Brandenburg e. V.  einen wichtigen Baustein für die Mitgliedsstädte dar. Die hochwertigen Ausstellungen und das umfassende Begleitprogramm zeigen Besuchern und Bewohnern der Städte die Bau- und Kulturgeschichte ihrer historischen Stadtkerne. Die Broschüre „Reisen in die Stadtgeschichte“, die alle Mitgliedsstädte mit ihren wichtigsten Sehenswürdigkeiten vorstellt, eine gemeinsame Internetseite und ein Faltblatt bringen die Historischen Stadtkerne Interessierten nahe.

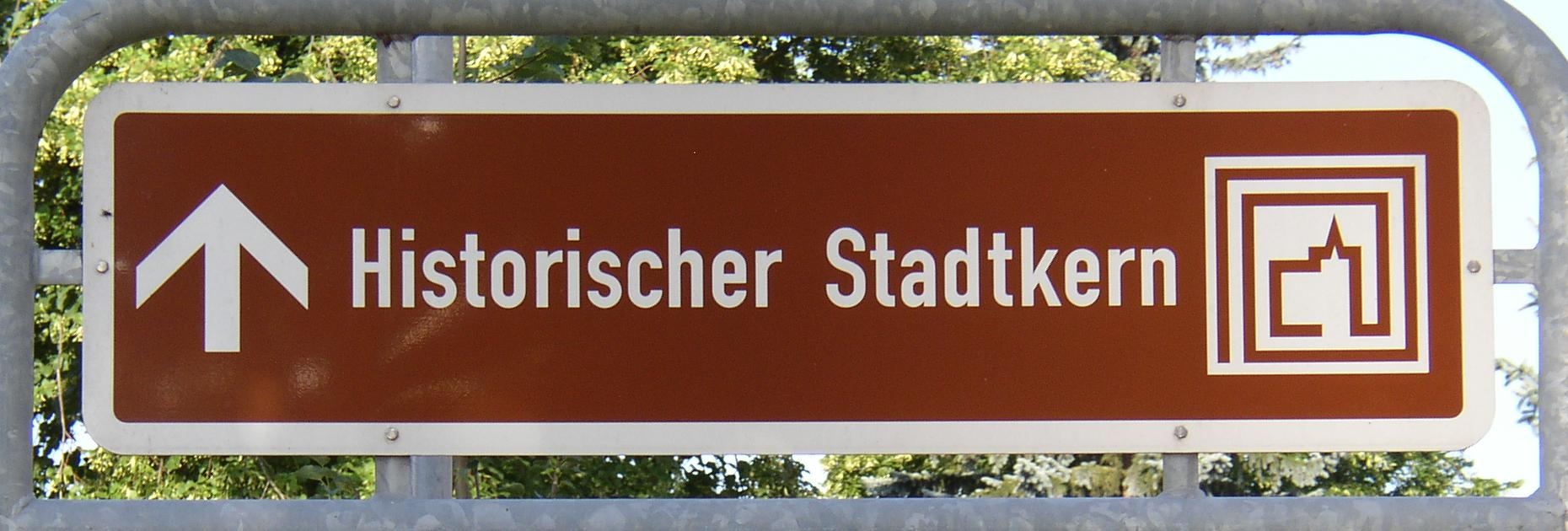
Hinweiszeichen in Kremmen

Doch nicht nur in Printmaterialien und in Form von Veranstaltungen und Ausstellungen sind die historischen Stadtkerne im Land Brandenburg präsent. 
Die gemeinsamen Aktivitäten in der Arbeitsgemeinschaft haben für die Mitgliedsstädte nicht nur einen gestiegenen Bekanntheitsgrad sowie Besucherzahlen mit sich gebracht. Durch die stetige Sanierung der wertvollen Bausubstanz identifizieren sich die Bewohner mit ihrer Stadt. Durch die Vernetzung und Kooperation mit einer Vielzahl von Partnern konnte der Stadterneuerungsprozess entscheidend befördert werden.

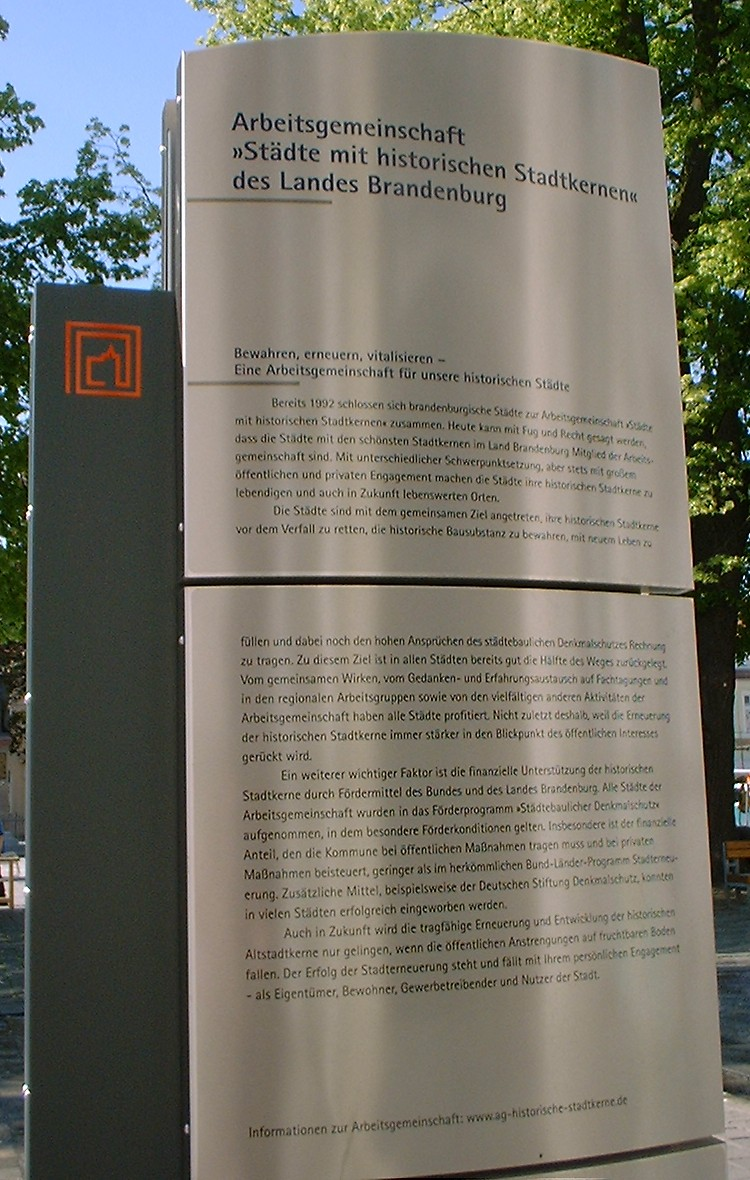
Informationstafel der Arbeitsgemeinschaft (in Neuruppin)

## Mitglieder
- Altlandsberg
- Angermünde
- Bad Belzig
- Bad Freienwalde (Oder)
- Beelitz
- Beeskow
- Brandenburg an der Havel
- Dahme/Mark
- Doberlug-Kirchhain
- Gransee
- Herzberg (Elster)
- Jüterbog
- Kremmen
- Kyritz
- Lenzen (Elbe)
- Luckau
- Lübbenau/Spreewald
- Mühlberg/Elbe
- Nauen
- Neuruppin
- Peitz
- Perleberg
- Potsdam
- Rheinsberg
- Templin
- Treuenbrietzen
- Uebigau-Wahrenbrück
- Werder (Havel)
- Wittstock/Dosse
- Wusterhausen/Dosse
- Ziesar